# Stephoblemmus humbertiellus
Stephoblemmus humbertiellus är en insektsart som beskrevs av Henri Saussure 1877. Stephoblemmus humbertiellus ingår i släktet Stephoblemmus och familjen syrsor. Inga underarter finns listade i Catalogue of Life.